# Léon Cogniet

Léon Cogniet (født 29. august 1794 i Paris, død 20. november 1880 sammesteds) var en fransk maler.
Cogniet var elev af Guérin; som pensionnaire i Rom blev han yderligere oplært i Davidsk klassicisme. Hans første større arbejde, Marius på Karthagos ruiner (1824, museet i Toulouse) bærer også tidens akademiske præg, men peger, i valget af lysvirkning, hen imod den romantiske skoles stemningsindhold og farveglæde. Samme tendens træder endnu tydeligere frem i Barnemordet i Betlehem (1824), fremstillet gennem det ene moment: en moder, der i rædsel har søgt ly i en krog for at værne sit barn imod morderne. Hans kunst blev nu taget i beslag til monumentale arbejder, i Louvre, i Saint Nicolas des Champs, i Madeleine (1827); endvidere det dygtige, af kraftig stemning bårne Paris-Nationalgardens udmarch 1792 (1836, i Versailles museum). Særlig vellykkede, gennem varm kolorit og valg af psykologisk interessante emner, er Tempelherren bortfører Rebekka fra det brændende slot (1831, efter Walter Scott) og hans mest populære maleri, Tintoretto, der maler sin unge datters lig (1843; museet i Bordeaux). Han udførte også gode litografier. Cogniet, som i sin tid nød verdensry, og i hvis atelier kunstnere flokkedes fra Frankrig, Norden, Tyskland og hele Europa, har nu nærmest kunsthistorisk betydning som en udmærket lærer, hvis kunstskole gav de forskellige maleriske retninger passelig plads og de unge talenter fornødent spillerum for deres evner; han rådede ikke over en mægtig skabende fantasi, men var en solid, gennemuddannet kunstner.